# Mezentius
Mezentius byl mytický vládce Etrusků, kterého zmiňuje Publius Vergilius Maro ve svém eposu Aeneis a Livius v Dějinách od založení Města. Jean Haudry odvozuje původ jména z indoevropského základu med-, což znamená „měřit“ a v přeneseném smyslu „vládnout“.
Mezentius podle pověsti vládl ve městě Caere, kde krutě mučil své odpůrce a rouhal se bohům. Místní obyvatelé se nakonec vzbouřili a Mezentius a jeho syn Lausus museli uprchnout. Uchýlili se do Rutuli ke králi Turnovi a stali se jeho spojenci v boji proti Aeneovi. Podle Vergilia byl Mezentius v bitvě bodnut kopím do slabin, Lausus se jej pokusil chránit a zahynul. Mezentius se pokusil syna pomstít, avšak v souboji s Aenem padl. Dionýsios z Halikarnassu naproti tomu tvrdí, že Mezentius boj přežil a smířil se s Trójany. Marcus Verrius Flaccus uvádí, že na památku tohoto vítězství se v dubnu slaví svátek Vinalia.
Vergilius zdůrazňuje, že Mezentius byl mezi Etrusky vyvrhelem. Tím se chtěl patrně zavděčit svému dobrodinci Maecenatovi, který byl sám etruského původu a nechtěl číst o starém nepřátelství mezi jeho lidem a Římany.
Lorenzo da Ponte zpracoval příběh v tragédii Il Mezenzio.